# The Ultimate 11: SNK Football Championship
The Ultimate 11: SNK Football Championship (得点王 炎のリベロ?, Tokuten-ō: Honō no Ribero) è un videogioco di calcio pubblicato nel 1996 dalla SNK sul sistema arcade Neo Geo. Nonostante il nome, è considerato il quarto capitolo della serie di Super Sidekicks.

## Modalità di gioco
In The Ultimate 11: SNK Football Championship, i calciatori che segnano i gol vengono ancora nominati, ma i punteggi individuali non vengono più registrati. I tornei regionali sono stati eliminati e sostituiti da una modalità alternativa, l'SNK Football Championship, che dà il nome al titolo, un torneo a eliminazione in cui l'utente può scegliere un avversario da qualsiasi regione per giocare. L'ultima regione giocata è la partita decisiva.
Una buona prestazione del giocatore apre l'accesso a una partita contro una squadra boss nascosta chiamata SNK Superstars, che vede personaggi dell'universo SNK come calciatori. Le squadre ora hanno una barra di carica (simile a quella dei picchiaduro), che si carica a seconda di quanto a lungo il giocatore mantiene la palla sotto il controllo della propria squadra. Quando la barra è completamente carica e lampeggia, se un giocatore è vicino alla porta, può effettuare un tiro praticamente imparabile, a seconda della squadra avversaria. Le squadre sono classificate in modo da rispecchiare le loro controparti nella vita reale.

### Squadre selezionabili
Il gioco consente di scegliere tra 80 squadre nazionali differenti, suddivise in otto regioni.

#### Europa A
- Italia
- Spagna
- Portogallo
- Galles
- Francia
- Inghilterra
- Irlanda
- Scozia
- Irlanda del Nord
- Islanda

#### Europa B
- Germania
- Svezia
- Belgio
- Danimarca
- Austria
- Paesi Bassi
- Svizzera
- Norvegia
- Finlandia
- Croazia

#### Europa C
- Bulgaria
- Russia
- Turchia
- Rep. Ceca
- Romania
- Grecia
- Ungheria
- Polonia
- Slovacchia
- Israele

#### Africa
- Nigeria
- Camerun
- Zambia
- Costa d'Avorio
- Sudafrica
- Egitto
- Marocco
- Zimbabwe
- Tunisia
- Algeria

#### Nord-Centro America
- Stati Uniti
- Canada
- El Salvador
- Panama
- Guatemala
- Messico
- Porto Rico
- Costa Rica
- Giamaica
- Honduras

#### Sud America
- Brasile
- Colombia
- Bolivia
- Paraguay
- Cile
- Argentina
- Uruguay
- Ecuador
- Perù
- Venezuela

#### Asia/Oceania A
- Arabia Saudita
- India
- Iraq
- Emirati Arabi Uniti
- Iran
- Qatar
- Oman
- Bahrein
- Kuwait
- Uzbekistan

#### Asia/Oceania B
- Australia
- Cina
- Taiwan
- Thailandia
- Nuova Zelanda
- Corea del Sud
- Giappone
- Malaysia
- Hong Kong
- Singapore

## Accoglienza
The Ultimate 11: SNK Football Championship ha ricevuto un'accoglienza positiva dalla critica ma si è dimostrato meno popolare dei suoi predecessori. Un recensore della rivista brasiliana Super Game Power ha elogiato il fattore divertimento, i controlli, la grafica e il suono. Kyle Knight di AllGame loda la presentazione visiva migliorata e il gameplay perfezionato ma ha criticato il design del suono e il livello di difficoltà degli avversari controllati dal computer.